# 亦力撒合
亦力撒合（？—1295年），又译亦儿撒合、亦儿思合，元朝将领，唐兀（原西夏党项人）乌密氏（嵬名氏）。察罕从孙，曲也怯祖之孙，阿波古的儿子。
亦力撒合随父阿波古事诸王阿鲁忽，居西域。至元十年（1273年）奉诏宿卫，为速古儿赤，掌服御事。他很被忽必烈亲幸，有大政常咨询他，称他为秀才。奉使河西归还，擢升为河东提刑按察使，进升为南台中丞，为官正直，不惧权贵，以弹劾诸王贪赃官吏闻名于世。比如弹劾只必帖木儿用官过滥，弹劾阿合马的儿子忽辛贪污，及江淮释教总摄杨琏真伽不法事。忽必烈赐宝刀令“以镇外台”。至元二十一年（1284年）改北京宣慰使。至元二十三年（1286年）为辽阳行省参知政事，密奏忽必烈要防备乃颜。忽必烈亲征乃颜，亦力撒合掌运粮储，军供无乏，加左丞。至元二十七年（1290年），忽必烈命他娶诸王算吉之女，亲赐资装，赠玉带，改任四川行省左丞。元成宗即位，其年入朝，去世。

## 传记资料
- 《元史》卷一百二十
- 《新元史》列传第二十三